# John Kinsella (zapaśnik)
John Francis Kinsella (ur. 27 maja 1950 w Surry Hills w Sydney, zm. 9 listopada 2020) – australijski zapaśnik walczący w stylu wolnym. Dwukrotny olimpijczyk. Zajął dwudzieste miejsce w Meksyku 1968 i siódme w Monachium 1972. Walczył w kategorii do 52 kg.
Był pierwszym aborygeńskim zapaśnikiem na igrzyskach. Żołnierz armii australijskiej, uczestnik wojny w Wietnamie.

## Letnie Igrzyska Olimpijskie 1968
| Konkurencja       | Rundy eliminacyjne      | Rundy eliminacyjne     | Klas. końcowa |
| Konkurencja       | Przeciwnik I            | Przeciwnik II          | Miejsce       |
| ----------------- | ----------------------- | ---------------------- | ------------- |
| 52 kg styl wolnym | Vincenzo Grassi (ITA) P | Nazar Albarjan (URS) P | 20.           |

## Letnie Igrzyska Olimpijskie 1972
| Konkurencja       | Rundy eliminacyjne   | Rundy eliminacyjne | Rundy eliminacyjne      | Rundy eliminacyjne    | Klas. końcowa |
| Konkurencja       | Przeciwnik I         | Przeciwnik II      | Przeciwnik III          | Przeciwnik IV         | Miejsce       |
| ----------------- | -------------------- | ------------------ | ----------------------- | --------------------- | ------------- |
| 52 kg styl wolnym | Pedro Piñeda (GUA) Z | wolny los Z        | Vincenzo Grassi (ITA) P | Petre Ciarnău (ROU) P | 7.            |